# Woenlet
 (février 2015).
Le Woenlet (prononcer wounlet) Woedensspanne ou Woedenspanne était selon Jacob Grimm le nom qui était donné à la distance entre le haut du pouce et le haut de l'index tendus. Il tenait son nom du Dieu Odin, même si l'unité de mesure existait déjà depuis l'époque celtique. 
À ne pas confondre avec l'empan.